# Disa lisowskii
Disa lisowskii är en orkidéart som beskrevs av Dariusz Lucjan Szlachetko. Disa lisowskii ingår i släktet Disa och familjen orkidéer.
Artens utbredningsområde är Kongo-Kinshasa. Inga underarter finns listade i Catalogue of Life.